# Picotux
Picotux je najmanje računalo na svijetu zasnovano na Linuxu.
Postoji nekoliko inačica picotuxa, ali glavna je picotux 100 koja izgleda kao nešto veća utičnica za Ethernet ("RJ-45") dimenzija 35 mm × 19 mm × 19 mm. U sebi sadrži procesor koji radi na 55 MHz, ima 8 MB RAM-a, te flash-memoriju od 2 ili 4 MB.

## Vanjske poveznice
- Službena web stranica  Arhivirana inačica izvorne stranice od 12. lipnja 2021. (Wayback Machine)